# Bulbophyllum piestobulbon
Bulbophyllum piestobulbon là một loài phong lan thuộc chi Bulbophyllum.